# Бажанова, Наталья Евгеньевна
Ната́лья Евге́ньевна Бажа́нова (4 января 1947, Баку — 7 июня 2014, Московская область) — главный научный сотрудник Института востоковедения РАН, с 1969 года, российский политолог, историк, экономист, публицист, педагог, дипломат.

## Биография
- В 1954—1964 годах училась в средних школах Баку и Москвы. Окончила школу с золотой медалью.[источник не указан 528 дней]
- В 1964 году поступила в Московский государственный институт международных отношений (МГИМО) на факультет международных экономических отношений со специализацией по странам Восточной Азии.
- В 1969 году окончила МГИМО с отличием по специальности «экономист-международник».
- 1969—1973 гг. — научный сотрудник Института Востоковедения АН СССР.
- январь 1974 г. — защитила в Институте Востоковедения диссертацию «Роль советско-корейского экономического сотрудничества в развитии народного хозяйства КНДР (1954—1970 гг.)». Присвоена учёная степень кандидата экономических наук.
- 1973—1979 гг. — пресс-атташе Генконсульства СССР в Сан-Франциско (США).
- 1979—1981 гг. — старший научный сотрудник Института Востоковедения АН СССР.
- 1981—1985 гг. — пресс-атташе Посольства СССР в КНР, Пекин.
- 1985—1993 гг. — Главный научный сотрудник Института Востоковедения АН СССР/РАН.
- 1993—2014 гг. — консультант Центра Азиатско-Тихоокеанского региона Дипломатической академии МИД России.
- Октябрь 2003 г. — защитила в г. Пусане (Южная Корея) диссертацию «Экономическая система Северной Кореи (истоки, эволюция, основные параметры, структура, методы управления, изъяны, перспективы реформирования)». Присвоена учёная степень доктора экономических наук.

Иностранные языки: корейский, английский, французский, китайский.

## Семья
Родители: Отец — Евгений Павлович Корсаков (1917—1990), капитан дальнего плавания, главный инспектор Государственного Комитета СССР по труду и заработной плате. Мама — Нина Антоновна Корсакова (1921—2005) — заведующая терапевтическим отделением Боткинской больницы г. Москвы.
Муж: Евгений Петрович Бажанов — ректор Дипломатической академии МИД России (2011—2019), политолог, историк, публицист, дипломат, педагог, востоковед, китаист. Написал книгу в серии «Жизнь замечательных людей» про свою жену.

## Научная, публицистическая, педагогическая и общественно-политическая деятельность
Темы научных изысканий Бажановой Н. Е.: общие проблемы международных отношений; глобалистика и регионоведение; внешняя политика и внутренне положение России, Северной и Южной Кореи, Китая, США, стран АСЕАН, Европы; национальные характеры, диаспоры.
Автор 38 монографий.

### Членство в научных и общественно-политических объединениях, награды и премии
- Член Всемирной ассоциации политических наук (The World Political Science Association), с 1973 года.
- Член Совета международных проблем Северной Калифорнии (Northern California World Affairs Council), с 1973 года.
- Член Всемирной ассоциации азиатских исследований (The World Association for Asian Studies), с 1975 года.
- Член Международной ассоциации общественных наук (International Social Sciences Association), с 1975 года.
- Член Исполнительного комитета Совета международных проблем Северной Калифорнии, 1976—1979 годы.
- Член Исполкома Ассоциации «За диалог и сотрудничество в Азиатско-тихоокеанском регионе». Москва, с 1991 года.
- Действительный член Всемирной экологической академии. Москва, с 1993 года.
- Лауреат журналистской премии газеты «Чжун’ян жибао». Тайбэй. Тайвань. 1993 год.
- Действительный член Академии гуманитарных исследований. Москва, с 1997 года.
- Почетный профессор Енсейского университета. Сеул. Южная Корея, с 1997 года.
- Почетный профессор Народного университета. Пекин. Китай, с 1998 года.
- Лауреат журналистской премии газеты «Кенхенг синмун». Сеул. Южная Корея. 1998 год.
- Член Президиума Российской ассоциации международных исследований. Москва, с 1999 года.
- Лауреат журналистской премии газеты «Сеул синмун» / «Тэхан мэиль». Сеул. Южная Корея. 1999 год.
- Член Консультативного совета редакционной коллегии Публикаций Центра им. Маршалла. Гармиш-Партенкирхен. Бавария. Германия, с 2000 года.
- Член Бюро Научного Совета Российской Академии Наук. Москва, с 2002 года.
- Член Научно-консультативного совета Института прикладных международных исследований. Москва, с 2002 года.
- Член Научного Совета Центра изучения современной Кореи, Институт мировой экономики и международных отношений РАН. Москва, с 2003года.
- Член редакционной коллегии журнала «The Pacific Focus» («Пасифик фокус»). Миннесотский университет. Моррис. Миннесота. США. Университет Инха, Инчхон. Южная Корея, с 2004 года.
- Член Российской ассоциации международных исследований. Москва, с 2005 года.
- Inaugural member of the International Biographical Center Leading Scientiets of the World 2006. IBC, Cambridge, England, c 2006 года.
- Член Российского национального комитета Азиатско-Тихоокеанского совета сотрудничества по безопасности (РНК АТССБ), с 2010 года.
- Почетный советник Всекитайского общества по изучению истории китайско-российских отношений. Пекин. КНР, с 2012 года.
- Член Дирекции Института Высшей школы геополитики и смежных наук. Рим. Италия, с 2012 года.
- Член Консультативного Совета Дипломатической академии Республики Корея. Сеул. Республика Корея, с 2012 года.
- Почетный доктор Дипломатической академии МИД России. Москва. Россия. Избрана 23 июня 2014 года.

### Титулы
- Почетный доктор Дипломатической академии Министерства иностранных дел Российской Федерации (23 июня 2014 года).[источник не указан 528 дней]
- Почетный доктор Дипломатической академии МИД РФ (28 января 2015 года).[источник не указан 528 дней]

### Награды
- Почетная грамота журнала «Представительная власть» «За выдающиеся достижения в области научной публицистики, теоретических исследований, науки, образования, дипломатии, установлении и развитии связей с ведущими международными научно-образовательными центрами и издательствами». Награждается: Почетный доктор Дипломатической академии МИД России, доктор экономических наук Бажанова Наталья Евгеньевна. 5 июня 2015 года[источник не указан 528 дней]
- «Евразийская премия», 4 сентября 2015 года.[источник не указан 528 дней]
- Премия Terra Incognita. Диплом. За уникальные достижения в области культуры и неустанный труд по сохранению многообразия культурного и научного пространства награждается в номинации: «Узоры культур» Бажанова Наталья и Бажанов Евгений за книгу «Эта грустно-веселая Италия». 2015.[источник не указан 528 дней]